# Pithecia hirsuta
Pithecia hirsuta és una espècie de primat de la família dels pitècids. Viu a altituds d'entre 1 i 100 msnm al triangle format pel curs alt del riu Amazones al Brasil, l'extrem meridional de Colòmbia i l'extrem septentrional del Perú. El seu hàbitat natural són els boscos primaris de diferents tipus. Està amenaçat per la caça, la destrucció del seu hàbitat i el tràfic d'animals salvatges. Descrit originalment com a espècie per Johann Baptist von Spix, posteriorment fou baixat a la categoria de subespècie del saqui monjo (P. monachus) i el 2014 fou restaurat com a espècie a part.